# نبرد کونیگسبرگ
نبرد کونیگسبرگ  یکی از آخرین عملیات‌های تهاجمی پروس شرقی در طول جنگ جهانی دوم بود. در چهار روز جنگ شهری، نیروهای شوروی جبهه اول بالتیک و جبهه سوم بلاروس شهر کونیگسبرگ، کالینینگراد امروزی، روسیه را تصرف کردند. محاصره در اواخر ژانویه ۱۹۴۵ آغاز شد، زمانی که شوروی در ابتدا شهر را محاصره کرد.  نبردهای سنگینی برای کنترل ارتباط زمینی میان کونیگسبرگ و بندر پیلائو روی داد، اما تا مارس ۱۹۴۵ کونیگزبرگ صدها کیلومتر پشت خط مقدم اصلی در جبهه شرقی قرار داشت. نبرد زمانی پایان یافت که پادگان آلمانی در ۹ آوریل پس از یک حمله سه روزه که موقعیت آنها را غیرقابل دفاع کرد، به شوروی تسلیم شد.

## خوانش بیش‌تر
- Empric, Bruce E. (2017), Onward to Berlin! Red Army Valor in World War II - The Full Cavaliers of the Soviet Order of Glory, Teufelsberg Press, ISBN 978-1973498605
- Galitzky, K.N. (commander of 11th Guards Army), Fighting for Eastern Prussia, Moscow, 1970.
- Shefov, Nikolai. Russian fights, Lib. Military History, M. 2002 (Russian: Bitvy Rossii / Nikolai Shefov.  Moskva : AST, 2002. SSEES R.XIII.1 SHE (see: SSEES Library Recent Acquisitions: January 2007)